# کته گنبد
کته گنبد، روستایی از توابع بخش مرکزی شهرستان سروستان در استان فارس ایران است.
که اماکن زیبایی برای بازدید می‌باشد. قلعه قدیمی که در مرکز این روستا واقع شده است جذابیت این روستا را دوچندان کرده است هرچند به دلیل عدم رسیدگی و … بخش گستردهٔ آن تخریب شده است.
امامزاده علی ابن اسحاق واقع در این روستا هرساله در ایام محرم و عید نوروز پذیرای افراد از سراسر نقاط استان و کشور می‌باشد همچنین هرساله در همین ایام مقداری وجه نقد برای بازسازی این امامزاده جمع می‌شود.
این روستای زیبا دارای یک مخابرات کوچک است که در کنار آن یک پارک نیز ساخته شده است در ۱۰۰متری پارک نیز مسجد و سه مغازه وجود دارد که هر ساله گردشگران زیادی را به خود جذب می‌کند.
دراین روستا مدرسه ای به نام شهیدان احمد علی گلی و رمضانعلی گلی که مزار آنها در گلزار شهدای سروستان است تأسیس شده است

#### چاه نفت
روستای کته گنبد دارای چاه نفتی است که روزانه بیش از۳۰هزار بشکه نفت از آن استخراج می‌شود همچنین قدمت برداشت از این چاه نفت به ۲۵ سال می‌رسد
در سال ۱۳۹۵ خبرهایی هاکی از آن بود که نفت این منطقه به عربستان به‌طور رایگان صادر می‌شود که این خبر تکذیب شد و به‌طور رسمی وجود نداشت

## جمعیت
این روستا در دهستان سروستان (سروستان) قرار دارد و براساس سر شماری مرکز آمار ایران در سال ۱۴۰۲، جمعیت آن به ۲۱۲۰ نفر (۳۲۰ خانوار) بوده است.

### فعالیت‌های اقتصادی
1. کشاورزی: کشاورزی یکی از فعالیت‌های اصلی اقتصادی در روستای ماکته گنبد است. ساکنان این روستا به کشت محصولات زراعی مختلف مشغول هستند و از این طریق تأمین معیشت می‌کنند. محصولات اصلی کشاورزی شامل غلات، سبزیجات و میوه‌ها است که به بازارهای محلی و حتی شهرهای بزرگ‌تر عرضه می‌شود.
2. دامداری: دامداری نیز بخش مهمی از اقتصاد روستا را تشکیل می‌دهد. ساکنان به پرورش دام‌های سبک و سنگین مانند گوسفند، بز و گاو می‌پردازند. محصولات دامی مانند شیر، گوشت و پشم به عنوان منابع درآمدی مهم برای خانواده‌ها محسوب می‌شود.
3. گچ‌کاری: حرفه گچ‌کاری در روستای ماکته گنبد از دیرباز رواج داشته است. بسیاری از ساکنان به عنوان گچ‌کار فعالیت می‌کنند و با استفاده از مهارت‌های خود، خدمات گچ‌کاری را به ساختمان‌ها و پروژه‌های عمرانی ارائه می‌دهند. این حرفه نه تنها به تأمین درآمد کمک می‌کند بلکه به حفظ و گسترش هنرهای سنتی نیز کمک می‌کند.
4. شرکت نفت: وجود شرکت نفت در نزدیکی روستا، فرصت‌های شغلی زیادی را برای ساکنان فراهم کرده است. بسیاری از افراد به کار در این شرکت مشغول هستند و از این طریق درآمد خوبی کسب می‌کنند. این فعالیت اقتصادی به توسعه زیرساخت‌های محلی و افزایش سطح زندگی ساکنان کمک کرده است.
5. پادگان ارتش و سپاه: وجود پادگان‌های ارتش و سپاه در نزدیکی روستا نیز به اقتصاد محلی کمک می‌کند. این پادگان‌ها نیاز به خدمات و تأمین کالا دارند که به ساکنان روستا فرصت‌های شغلی بیشتری می‌دهد.
6. معدن‌های شن و ماسه: روستای ماکته گنبد دارای معدن‌های شن و ماسه است که به عنوان یک منبع اقتصادی مهم به‌شمار می‌روند. استخراج و فروش شن و ماسه به تأمین مصالح ساختمانی برای پروژه‌های عمرانی در منطقه کمک می‌کند و درآمد خوبی برای ساکنان به ارمغان می‌آورد.
7. رانندگی ماشین سنگین: بسیاری از ساکنان روستا به عنوان راننده ماشین‌های سنگین فعالیت می‌کنند. این شغل به ویژه در زمینه حمل و نقل مصالح ساختمانی و کالاها به سایر مناطق، نقش مهمی در اقتصاد روستا ایفا می‌کند. رانندگان با استفاده از مهارت‌های خود، به تأمین نیازهای اقتصادی خانواده‌های خود کمک می‌کنند.